# Генриетта Каролина Пфальц-Биркенфельдская
Каролина Генриетта Кристина Филиппина Луиза Пфальц-Цвейбрюккенская (нем. Karoline Henriette Christine Philippine Luise von Pfalz-Zweibrücken; 9 марта 1721, Страсбург — 30 марта 1774, Дармштадт) — принцесса Пфальц-Биркенфельдская, дочь пфальцграфа Кристиана III Биркенфельдского и Каролины Нассау-Саарбрюкенской, супруга ландграфа Гессен-Дармштадтского Людвига IX. Мать великой княгини Натальи Алексеевны.
Ландграфиня Генриетта оказывала благотворное влияние на управление государством. С её помощью Мозер получил портфель министра; дармштадтский двор посещали Гердер, Гёте, Виланд и другие писатели. Каролина переписывалась с Фридрихом Великим. Современники называли её «великой ландграфиней».
27 июня (8 июля) 1773 года ландграфиня и три её дочери были удостоены ордена Святой Екатерины 1 степени.

## Потомки
- Каролина (1746—1821), супруга Фридриха V, ландграфа Гессен-Гомбургского;
- Людвиг X (1753—1820), преемник отца;
- Фридерика Луиза (1751—1805), супруга Фридриха Вильгельма II;
- Амалия (1754—1832), супруга принца Карла Людвига Баденского;
- Вильгельмина Луиза (1755—1776), первая жена великого князя Павла Петровича;
- Луиза Августа (1757—1830), супруга Карла Августа, великого герцога Саксен-Веймар-Эйзенахского;
- Фридрих (1759—1802)
- Кристиан (1763—1830).